# Hildegunde Piza-Katzer
Hildegunde Piza-Katzer (Gröbming, 2 de abril de 1941) é uma cirurgiã austríaca.

## Publicações selecionadas
- Zur Regeneration des autonomen Nervensystems nach Replantation: experimentelle und klinische Studie, Wien 1982.
- Der Prinz und seine Freunde, Verlag Fassbaender, Wien 2008, ISBN 978-3-902575-09-8[1]
- Pollizisation of the index finger in hypoplasia of the thumb. Experience with the method of Buck-Gramcko and retrospective analysis of the clinical outcome in a series of 19 pollicisations. Mit A. Wenger, E. M. Baur, D. Estermann, M. Rieger; in: J Hand Microsurg, Nr. 1, S.17–24; 2009[2]
- Angeborene Fehlbildungen der Hand. Mit Andrea Wenger, Dunja Estermann; in: Handchirurgie (herausgegeben von Hossein Towfigh, Robert Hierner, Martin Langer, Reinhard Friedel),S. 469-526; Springer Verlag, 2011; ISBN 978-3-642-11758-9
- Zufall oder konsequenter Weg vom Rundstiellappen zur Handtransplantation; Dieffenbach-Vorlesung, anlässlich der Verleihung der Dieffenbach-Medaille gehalten am 30. September 2011 zu Plastische Chirurgie – eine integrierende Disziplin, Congress Innsbruck, 29. September – 1. Oktober 2011, Veranstalter: Österreichische Gesellschaft für Plastische, Ästhetische und Rekonstruktive Chirurgie (ÖGPÄRC); Deutsche Gesellschaft der Plastischen, Rekonstruktiven und Ästhetischen Chirurgen (DGPRÄC)
- Du bist mir viel wert, Verlag Fassbaender, Wien 2012, ISBN 978-3-902575-39-5
- Erlesene Handgeschichten, Vorlesung, gehalten am 11. Oktober 2013 zu Ehren von Prof. Dr. Dieter Buck-Gramcko zum 54. Kongress der Deutschen Gesellschaft für Handchirurgie [10. bis 12. Oktober 2013; Veranstalter: Deutsche Gesellschaft für Handchirurgie (DGH) Deutsche Gesellschaft für Handtherapie (DAHTH); Congress Center Düsseldorf][3]

## Condecorações
- Condecoração Austríaca de Ciência e Arte (2001)